# St. Paul’s Catholic Church (San Francisco)

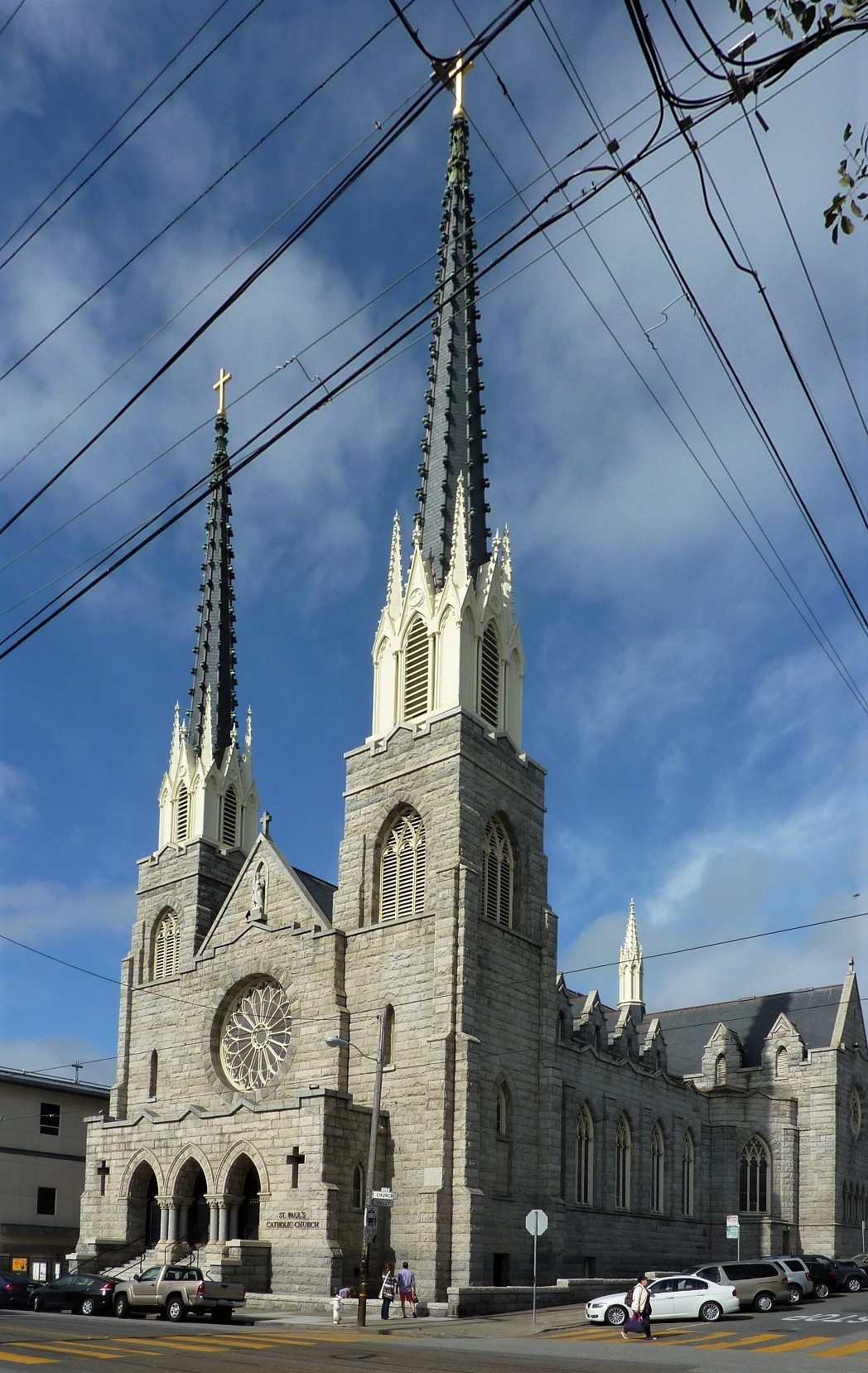
Die St. Paul’s Catholic Church in San Francisco

Die St. Paul’s Catholic Church ist eine römisch-katholische Kirche im Stadtteil Noe Valley von San Francisco im US-amerikanischen Bundesstaat Kalifornien. Die Kirche wurde als Drehort für die Filmproduktion Sister Act – Eine himmlische Karriere international bekannt.

## Geschichte
Im Jahr 1876 genehmigte Erzbischof Joseph Alemany den Antrag von George Shadbourne, eine neue Kirchengemeinde zu gründen und Geld für den Bau einer Kirche zu sammeln. Reverend Lawrence Breslin wurde zum ersten Pfarrer ernannt und nutzte zunächst ein verlassenes Krankenhaus in der Noe Street zwischen der 29. Straße und der Valley Street für Gottesdienste. Der Bau der Kirche und des Pfarrhauses begann Anfang 1880 und am 29. April 1880 wurde der Grundstein durch Erzbischof Alemany gelegt. Vorgesehen war eine Kirche mit 750 Sitzplätzen für die etwa 200 Familien in der Gemeinde. Die Gesamtkosten des Baus betrugen 18.000 Dollar.
Wegen des Wachstums der Gemeinde wurde bereits wenige Jahre später beschlossen, mit dem Bau eines neuen Gotteshauses nach einem Entwurf von Frank T. Shea zu beginnen. Der Bau begann 1897 und zog sich über vierzehn Jahre bis zur Fertigstellung, da immer nur ein Bauabschnitt begonnen wurde, wenn genügend Geldmittel für den Bau gesammelt worden waren. Das neue Kirchengebäude mit einer Kapazität von 1400 Sitzplätzen wurde am 29. Mai 1911 von Erzbischof Patrick William Riordan geweiht.
Im Zuge des Erdbebens von Loma Prieta wurde St. Paul’s nicht beschädigt, jedoch wurde die seismische Aufrüstung in Kalifornien und innerhalb der Stadt San Francisco verpflichtend, und die Erzdiözese San Francisco begann ein umfangreiches mehrjähriges Unterfangen, um ihre bestehenden Bauwerke für den Erdbebenschutz nachzurüsten. Am 14. November 1993 veröffentlichte die Erzdiözese eine Liste der zu schließenden Pfarreien, darunter auch St. Paul. Es wurde angenommen, dass die erforderlichen Mittel zur Sanierung der unverstärkten Mauerwerksgebäude von St. Paul’s, insgesamt sechs Gebäude, High School, Elementary School, Primary School, zwei Nebengebäude und die Kirche, von der Gemeinde nicht aufgebracht werden könnten. Am 19. November 1993 wurde die Gemeinde von Erzbischof John Raphael Quinn jedoch von der Schließungsliste gestrichen.
Die Pfarrgemeinde entwickelte eine umfangreiche Spendenkampagne, erhielt einen Zuschuss von 1.000.000 Dollar von der Erzdiözese und traf die Entscheidung, einige Gebäude zu schließen und zu verkaufen, darunter die St. Paul’s High School. Mit der gesammelten Finanzierung wurden eine neue Einrichtung für die St. Paul’s Elementary School gekauft und ein Gemeindezentrum gebaut. Die Kirche wurde erdbebensicher umgerüstet und restauriert, ebenso wie der verbleibende sogenannte Convent, das als Noviziatshaus für die Missionaries of Charity dient. Insgesamt beliefen sich die Gesamtkosten auf 8.500.000 Dollar und die Fertigstellung dauerte acht Jahre.